# Sernhac
Sernhac est une commune française située dans l'est du département du Gard, en région Occitanie.
Exposée à un climat méditerranéen, elle est drainée par le canal d'irrigation de Remoulins à Tarascon et par un autre cours d'eau. Incluse dans les gorges du Gardon, la commune possède un patrimoine naturel remarquable composé de deux zones naturelles d'intérêt écologique, faunistique et floristique.
Sernhac est une commune rurale qui compte 1 816 habitants en 2022, après avoir connu une forte hausse de la population depuis 1975. Elle est ville-centre de l'unité urbaine de Montfrin et fait partie de l'aire d'attraction de Nîmes. Ses habitants sont appelés les Sernhacois ou  Sernhacoises.
Ses habitants sont appelés Sernhacois.
Le patrimoine architectural de la commune comprend un immeuble protégé au titre des monuments historiques : l'aqueduc de Nîmes, inscrit  en 1998.

## Géographie
Situé en zone inondable dans sa partie est, Sernhac est traversé par l'aqueduc reliant Uzès à Nîmes (suite du pont du Gard). Le Gardon borde la limite Est. Le chemin de fer fret traverse régulièrement le cœur du village et l'autoroute A9 (La Languedocienne) contourne le village sur ses limites est et sud. La ville de Sernhac a subi dans la décennie deux inondations majeures (2000 et 2002) dans sa partie basse ainsi que dans sa partie haute, à la suite du déversement venant des Escaunes et Cantarelles.
La commune est située à 15 km de Nîmes.
| Saint-Bonnet-du-Gard | Remoulins |                      |
| Lédenon              | Sernhac   | Fournès              |
|                      | Meynes    | Montfrin (sur 200 m) |

### Climat
Pour des articles plus généraux, voir Climat de l'Occitanie et Climat du Gard.
En 2010, le climat de la commune est de type climat méditerranéen franc, selon une étude s'appuyant sur une série de données couvrant la période 1971-2000. En 2020, Météo-France publie une typologie des climats de la France métropolitaine dans laquelle la commune est exposée à un climat méditerranéen et est dans la région climatique Provence, Languedoc-Roussillon, caractérisée par une pluviométrie faible en été, un très bon ensoleillement (2 600 h/an), un été chaud (21,5 °C), un air très sec en été, sec en toutes saisons, des vents forts (fréquence de 40 à 50 % de vents > 5 m/s) et peu de brouillards.
Pour la période 1971-2000, la température annuelle moyenne est de 13,6 °C, avec une amplitude thermique annuelle de 17 °C. Le cumul annuel moyen de précipitations est de 744 mm, avec 6,3 jours de précipitations en janvier et 2,8 jours en juillet. Pour la période 1991-2020, la température moyenne annuelle observée sur la station météorologique la plus proche, située sur la commune d'Uzès à 15 km à vol d'oiseau, est de 14,5 °C et le cumul annuel moyen de précipitations est de 809,4 mm,. Pour l'avenir, les paramètres climatiques de la commune estimés pour 2050 selon différents scénarios d'émission de gaz à effet de serre sont consultables sur un site dédié publié par Météo-France en novembre 2022.

### Milieux naturels et biodiversité

#### Espaces protégés
La protection réglementaire est le mode d’intervention le plus fort pour préserver des espaces naturels remarquables et leur biodiversité associée,.
La commune fait également partie des gorges du Gardon, un territoire  reconnu réserve de biosphère par l'UNESCO en 2015 pour l'importante biodiversité qui la caractérise, mariant garrigues, plaines agricoles et yeuseraies,.

#### Zones naturelles d'intérêt écologique, faunistique et floristique
L’inventaire des zones naturelles d'intérêt écologique, faunistique et floristique (ZNIEFF) a pour objectif de réaliser une couverture des zones les plus intéressantes sur le plan écologique, essentiellement dans la perspective d’améliorer la connaissance du patrimoine naturel national et de fournir aux différents décideurs un outil d’aide à la prise en compte de l’environnement dans l’aménagement du territoire.
Une ZNIEFF de type 1 est recensée sur la commune :
le « Gardon aval » (1 106 ha), couvrant 6 communes du département et une ZNIEFF de type 2, : 
le « plateau Saint-Nicolas » (15 838 ha), couvrant 16 communes du département.

Carte des ZNIEFF de type 1 et 2 à Sernhac.
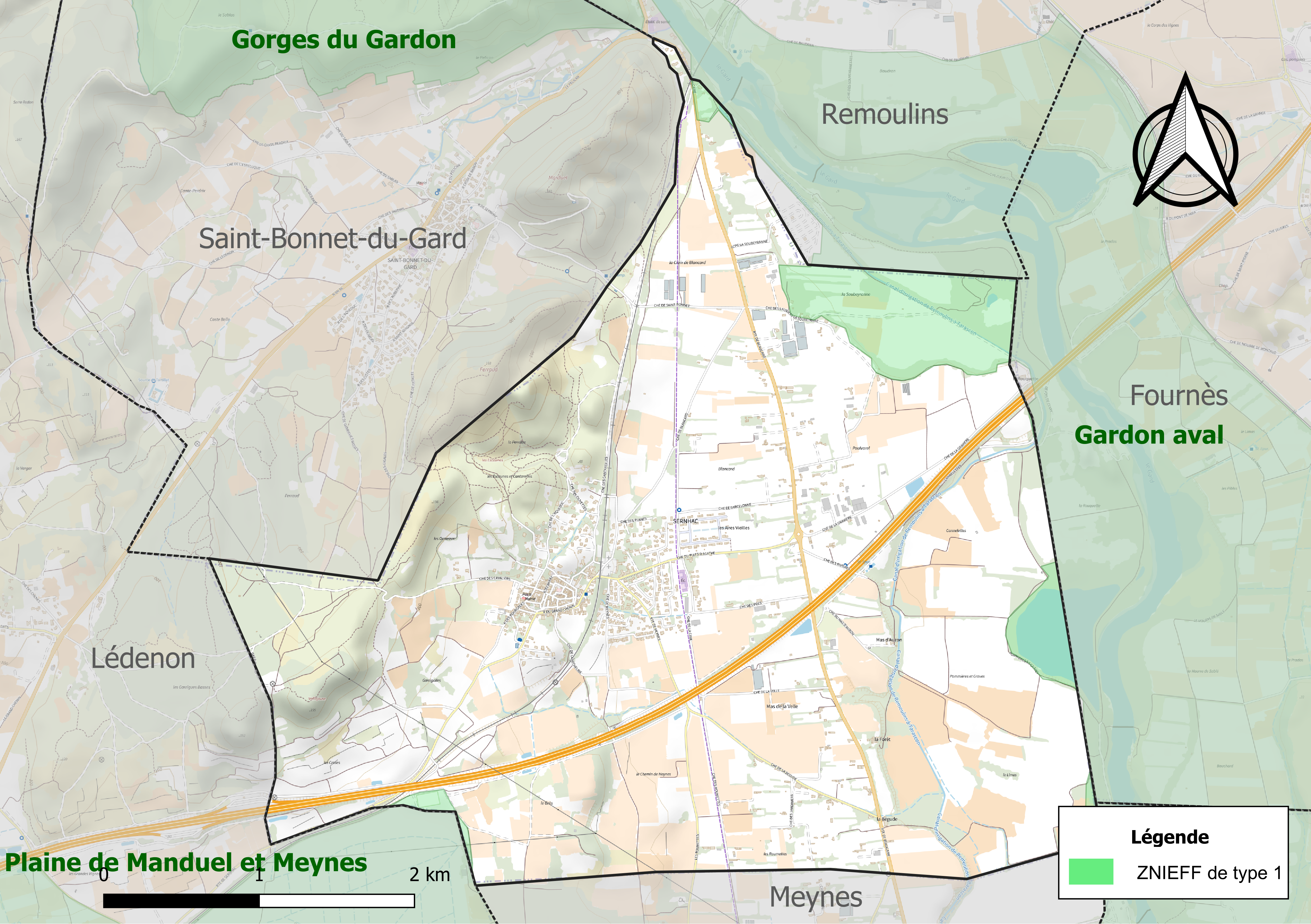
Carte de la ZNIEFF de type 1 sur la commune.
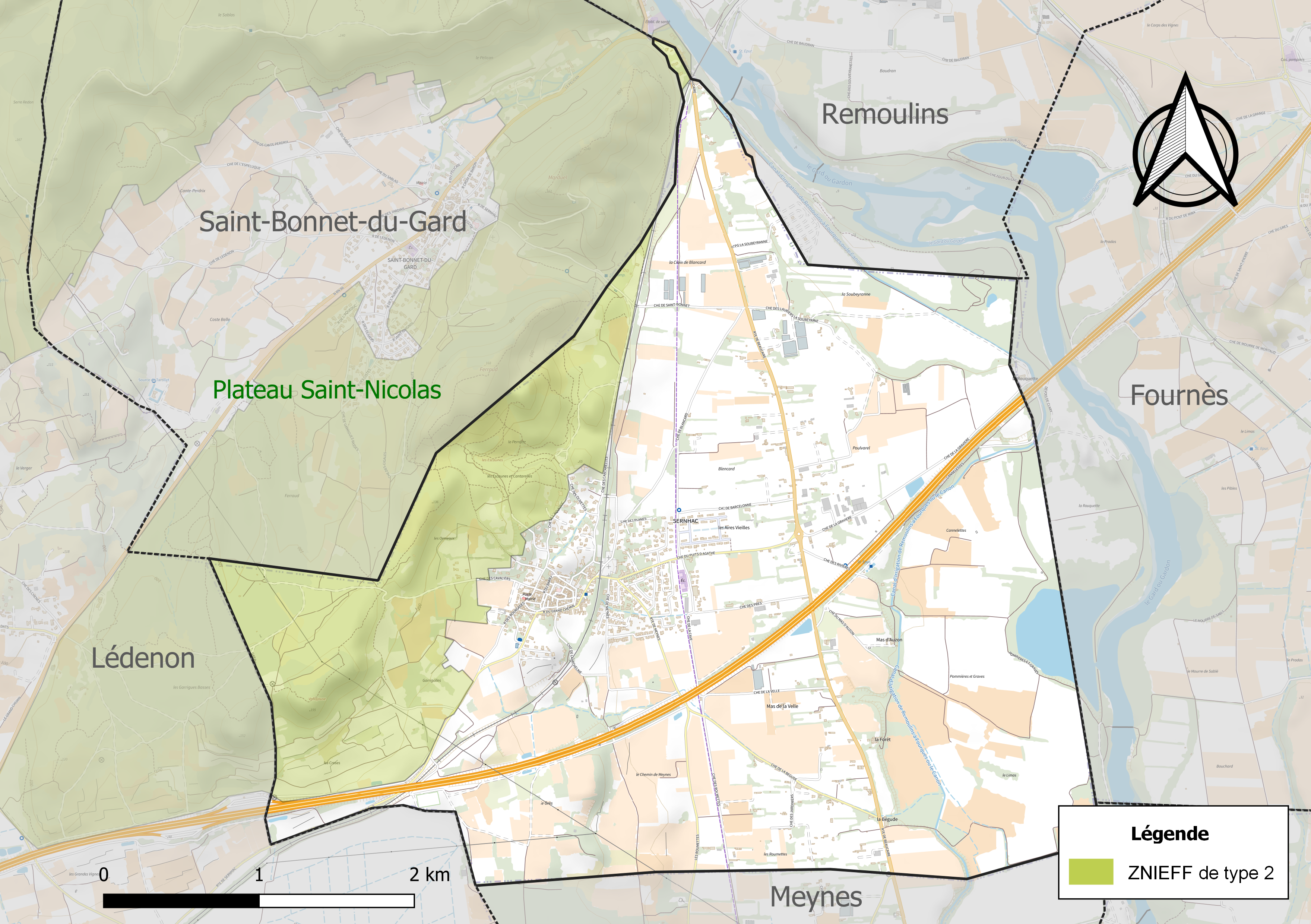
Carte de la ZNIEFF de type 2 sur la commune.

## Urbanisme

### Typologie
Au 1er janvier 2024, Sernhac est catégorisée bourg rural, selon la nouvelle grille communale de densité à sept niveaux définie par l'Insee en 2022.
Elle appartient à l'unité urbaine de Montfrin, une agglomération intra-départementale regroupant six  communes, dont elle est ville-centre,,. Par ailleurs la commune fait partie de l'aire d'attraction de Nîmes, dont elle est une commune de la couronne,. Cette aire, qui regroupe 92 communes, est catégorisée dans les aires de 200 000 à moins de 700 000 habitants,.

### Occupation des sols
L'occupation des sols de la commune, telle qu'elle ressort de la base de données européenne d’occupation biophysique des sols Corine Land Cover (CLC), est marquée par l'importance des territoires agricoles (80,8 % en 2018), en diminution par rapport à 1990 (82,8 %). La répartition détaillée en 2018 est la suivante : 
zones agricoles hétérogènes (39,9 %), cultures permanentes (31,5 %), terres arables (9,4 %), milieux à végétation arbustive et/ou herbacée (7,9 %), zones urbanisées (6,2 %), forêts (4 %), eaux continentales (1 %). L'évolution de l’occupation des sols de la commune et de ses infrastructures peut être observée sur les différentes représentations cartographiques du territoire : la carte de Cassini (XVIIIe siècle), la carte d'état-major (1820-1866) et les cartes ou photos aériennes de l'IGN pour la période actuelle (1950 à aujourd'hui).

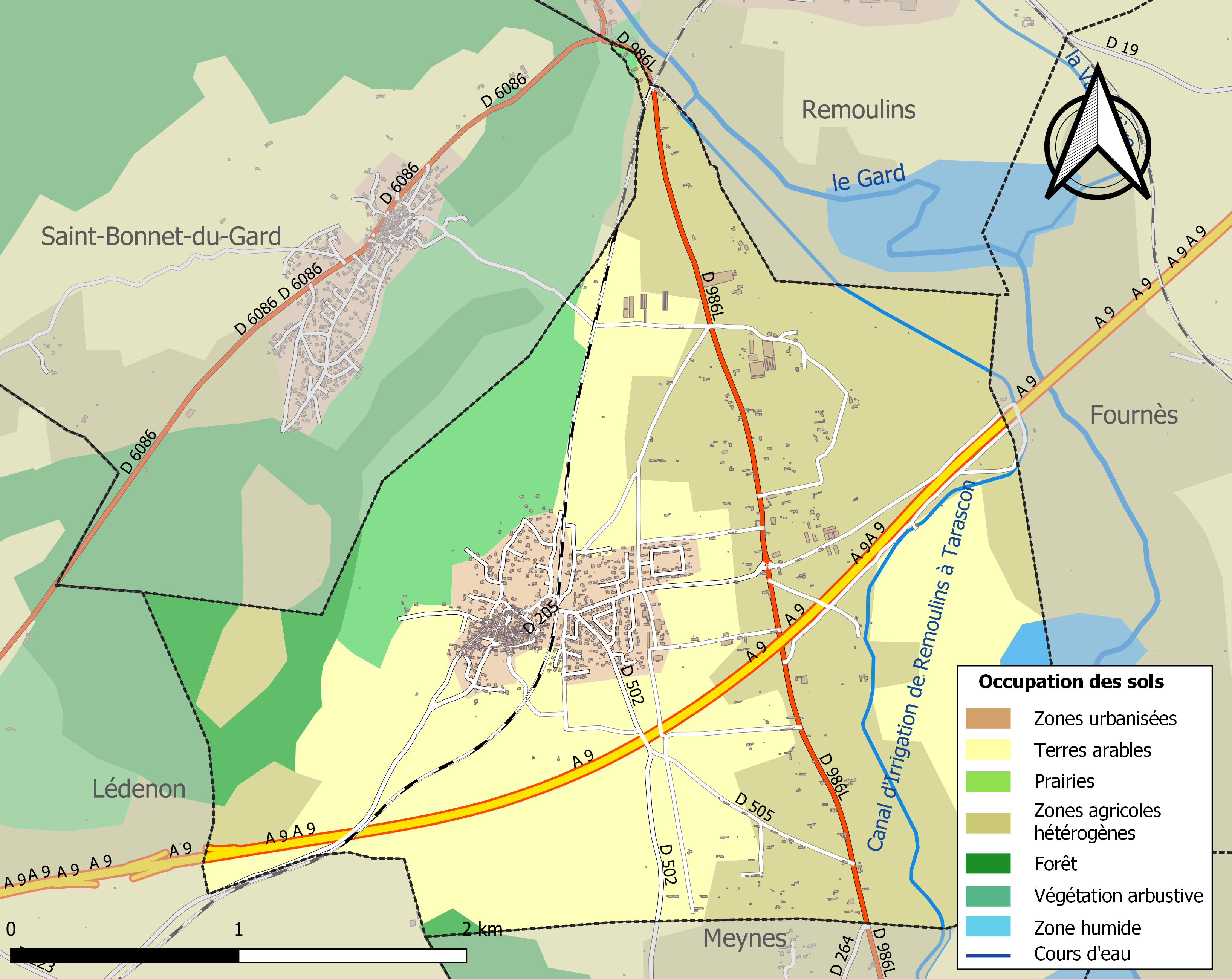
Carte des infrastructures et de l'occupation des sols de la commune en 2018 (CLC).

### Risques majeurs
Le territoire de la commune de Sernhac est vulnérable à différents aléas naturels : météorologiques (tempête, orage, neige, grand froid, canicule ou sécheresse), inondations, feux de forêts et séisme (sismicité modérée). Il est également exposé à deux risques technologiques,  le transport de matières dangereuses et la rupture d'un barrage. Un site publié par le BRGM permet d'évaluer simplement et rapidement les risques d'un bien localisé soit par son adresse soit par le numéro de sa parcelle.

#### Risques naturels
Certaines parties du territoire communal sont susceptibles d’être affectées par le risque d’inondation par débordement de cours d'eau et par une crue torrentielle ou à montée rapide de cours d'eau, notamment le canal d'irrigation de Remoulins à Tarascon. La commune a été reconnue en état de catastrophe naturelle au titre des dommages causés par les inondations et coulées de boue survenues en 1982, 1987, 1988, 1998, 2002 et 2005,.

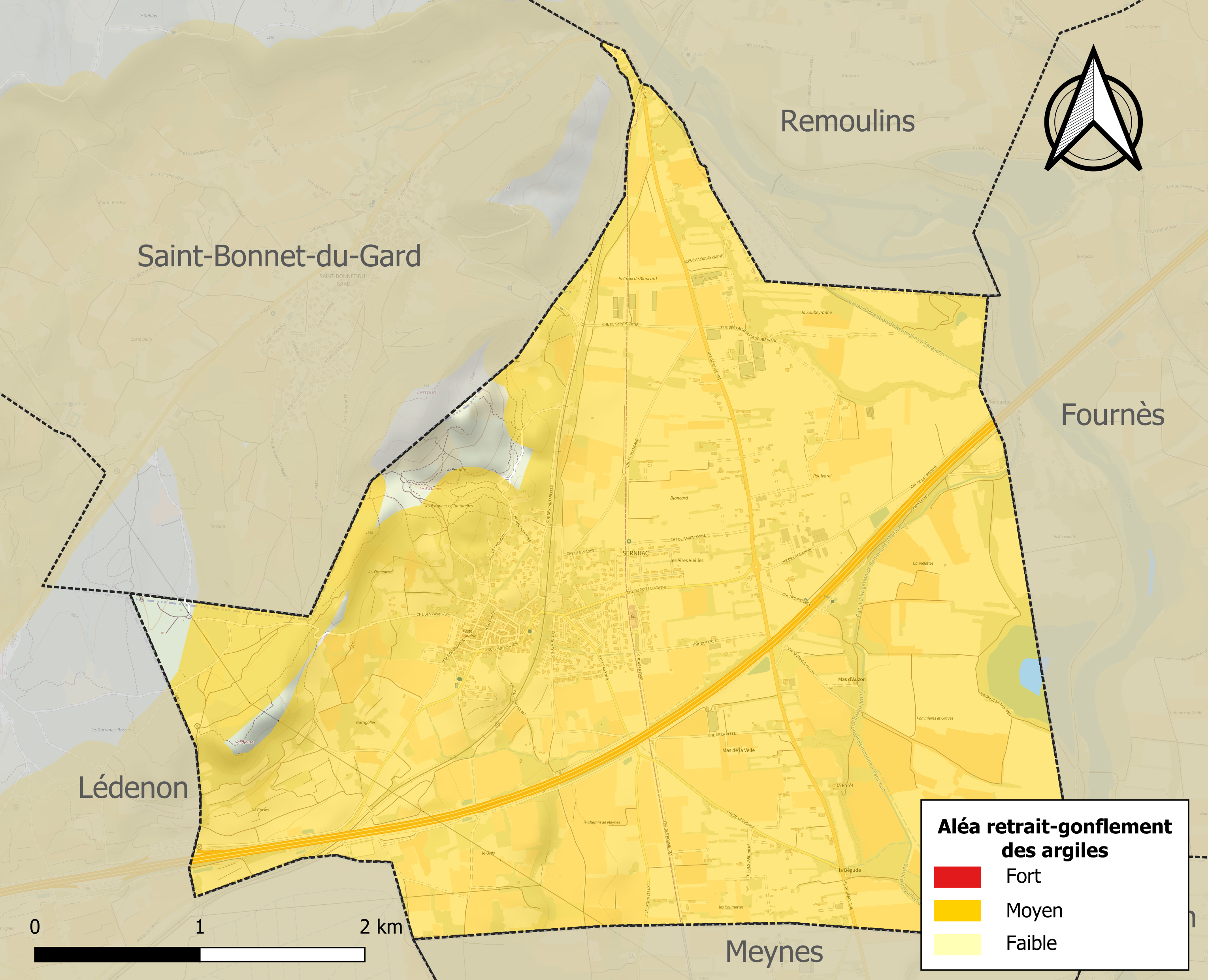
Carte des zones d'aléa retrait-gonflement des sols argileux de Sernhac.

Le retrait-gonflement des sols argileux est susceptible d'engendrer des dommages importants aux bâtiments en cas d’alternance de périodes de sécheresse et de pluie. 96,8 % de la superficie communale est en aléa moyen ou fort (67,5 % au niveau départemental et 48,5 % au niveau national). Sur les 707 bâtiments dénombrés sur la commune en 2019, 707 sont en aléa moyen ou fort, soit 100 %, à comparer aux 90 % au niveau départemental et 54 % au niveau national. Une cartographie de l'exposition du territoire national au retrait gonflement des sols argileux est disponible sur le site du BRGM,.
Par ailleurs, afin de mieux appréhender le risque d’affaissement de terrain, l'inventaire national des cavités souterraines permet de localiser celles situées sur la commune.

#### Risques technologiques
Le risque de transport de matières dangereuses sur la commune est lié à sa traversée par des infrastructures routières ou ferroviaires importantes ou la présence d'une canalisation de transport d'hydrocarbures. Un accident se produisant sur de telles infrastructures est en effet susceptible d’avoir des effets graves au bâti ou aux personnes jusqu’à 350 m, selon la nature du matériau transporté. Des dispositions d’urbanisme peuvent être préconisées en conséquence.
La commune est en outre située en aval du barrage de Sainte-Cécile-d'Andorge, un ouvrage de classe A doté d'un PPI. À ce titre elle est susceptible d’être touchée par l’onde de submersion consécutive à la rupture de cet ouvrage.

## Politique et administration

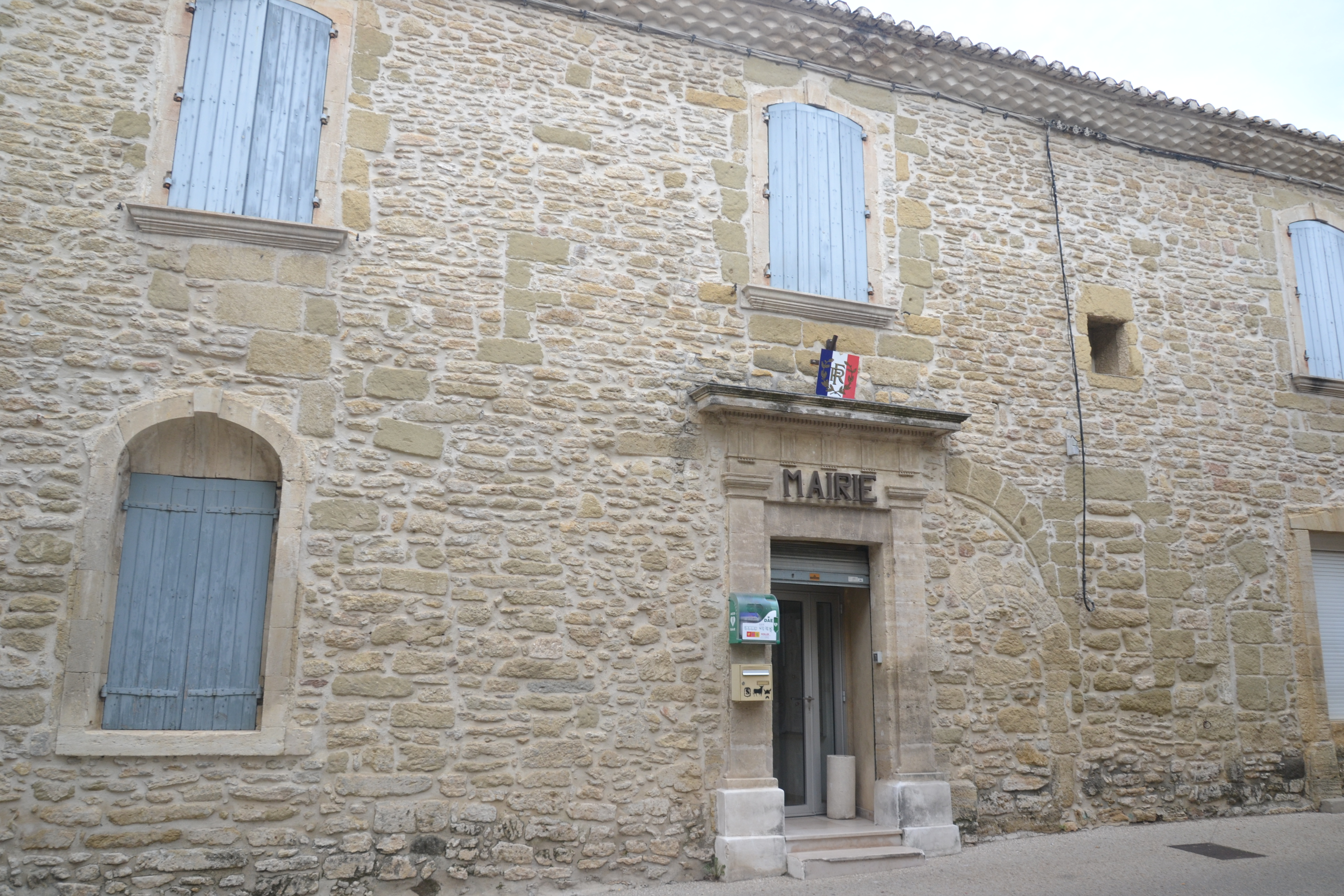
Mairie de Sernhac

### Liste des maires
| Période                                  | Période      | Identité        | Étiquette | Qualité                                                                           |
| ---------------------------------------- | ------------ | --------------- | --------- | --------------------------------------------------------------------------------- |
| 1904                                     | 1921         | Clément Cadenet | PRRRS     | Industriel Conseiller général du canton d'Aramon (1919-1925)                      |
| 1922                                     | 1922         | Desclozeaux     |           |                                                                                   |
| 1922                                     | 1925         | Henri Vidal     |           |                                                                                   |
| 1925                                     | 1944         | Gabriel PON     |           |                                                                                   |
| mars 1977                                | mars 1989    | Georges Vidal   | DVG       |                                                                                   |
| mars 1989                                | juin 1995    | Michel Paulin   | DVD       | Chef d'entreprise                                                                 |
| juin 1995                                | mars 2001    | Jean Poudevigne |           |                                                                                   |
| mars 2001                                | juillet 2015 | Michel Paulin   | DVD       | Chef d'entreprise Vice-président de la communauté d'agglomération Nîmes Métropole |
| juillet 2015                             | octobre 2015 | Jacques Rebollo |           | Assure l'intérim à la suite de la mort de Michel Paulin                           |
| octobre 2015                             | En cours     | Bernard Pialot  | DVD       | Retraité                                                                          |
| Les données manquantes sont à compléter. |              |                 |           |                                                                                   |

### Intercommunalité
La commune fait partie de la communauté d'agglomération Nîmes Métropole (CANM), dont le siège se trouve à Nîmes. est conseiller communautaire pour la commune de Sernhac, membre du Bureau communautaire, il est délégué aux Ecoles numériques. Sernhac est l'une des 79 communes membres du Schéma de Cohérence Territoriale SCOT du Sud du Gard, est également l'une des 41 communes du Pays Garrigues Costières.

## Population et société

### Démographie
L'évolution du nombre d'habitants est connue à travers les recensements de la population effectués dans la commune depuis 1793. Pour les communes de moins de 10 000 habitants, une enquête de recensement portant sur toute la population est réalisée tous les cinq ans, les populations de référence des années intermédiaires étant quant à elles estimées par interpolation ou extrapolation. Pour la commune, le premier recensement exhaustif entrant dans le cadre du nouveau dispositif a été réalisé en 2005.

En 2022, la commune comptait 1 816 habitants, en évolution de +5,15 % par rapport à 2016 (Gard : +2,97 %, France hors Mayotte : +2,11 %).
| 1793  | 1800 | 1806 | 1821  | 1831  | 1836  | 1841  | 1846  | 1851  |
| ----- | ---- | ---- | ----- | ----- | ----- | ----- | ----- | ----- |
| 1 060 | 975  | 969  | 1 085 | 1 156 | 1 167 | 1 260 | 1 358 | 1 287 |

| 1856  | 1861  | 1866  | 1872  | 1876  | 1881  | 1886 | 1891 | 1896 |
| ----- | ----- | ----- | ----- | ----- | ----- | ---- | ---- | ---- |
| 1 335 | 1 361 | 1 379 | 1 156 | 1 109 | 1 073 | 958  | 959  | 960  |

| 1901 | 1906 | 1911 | 1921 | 1926 | 1931 | 1936 | 1946 | 1954 |
| ---- | ---- | ---- | ---- | ---- | ---- | ---- | ---- | ---- |
| 984  | 932  | 878  | 763  | 799  | 866  | 888  | 871  | 825  |

| 1962 | 1968 | 1975 | 1982 | 1990  | 1999  | 2005  | 2006  | 2010  |
| ---- | ---- | ---- | ---- | ----- | ----- | ----- | ----- | ----- |
| 886  | 903  | 870  | 899  | 1 155 | 1 226 | 1 452 | 1 443 | 1 644 |

| 2015  | 2020  | 2022  | - | - | - | - | - | - |
| ----- | ----- | ----- | - | - | - | - | - | - |
| 1 718 | 1 782 | 1 816 | - | - | - | - | - | - |

## Économie

### Revenus
En 2018  (données Insee publiées en septembre 2021), la commune compte 707 ménages fiscaux, regroupant 1 710 personnes. La médiane du revenu disponible par unité de consommation est de 20 460 € (20 020 € dans le département).

### Emploi
|                | 2008   | 2013  | 2018  |
| -------------- | ------ | ----- | ----- |
| Commune        | 11,2 % | 9,9 % | 8,3 % |
| Département    | 10,6 % | 12 %  | 12 %  |
| France entière | 8,3 %  | 10 %  | 10 %  |

En 2018, la population âgée de 15 à 64 ans s'élève à 1 133 personnes, parmi lesquelles on compte 75,2 % d'actifs (66,8 % ayant un emploi et 8,3 % de chômeurs) et 24,8 % d'inactifs,. En  2018, le taux de chômage communal (au sens du recensement) des 15-64 ans est inférieur à celui de la France et du département, alors qu'en 2008 la situation était inverse.
La commune fait partie de la couronne de l'aire d'attraction de Nîmes, du fait qu'au moins 15 % des actifs travaillent dans le pôle,. Elle compte 172 emplois en 2018, contre 208 en 2013 et 205 en 2008. Le nombre d'actifs ayant un emploi résidant dans la commune est de 765, soit un indicateur de concentration d'emploi de 22,5 % et un taux d'activité parmi les 15 ans ou plus de 61,2 %.
Sur ces 765 actifs de 15 ans ou plus ayant un emploi, 100 travaillent dans la commune, soit 13 % des habitants. Pour se rendre au travail, 92,3 % des habitants utilisent un véhicule personnel ou de fonction à quatre roues, 1,4 % les transports en commun, 4,1 % s'y rendent en deux-roues, à vélo ou à pied et 2,3 % n'ont pas besoin de transport (travail au domicile).

### Activités hors agriculture

#### Secteurs d'activités
116 établissements sont implantés  à Sernhac au 31 décembre 2019. Le tableau ci-dessous en détaille le nombre par secteur d'activité et compare les ratios avec ceux du département,.
| Secteur d'activité                                                                                        | Commune | Commune | Département |
| Secteur d'activité                                                                                        | Nombre  | %       | %           |
| --- | ------- | ------- | ----------- |
| Ensemble                                                                                                  | 116     |         |             |
| Industrie manufacturière, industries extractives et autres                                                | 15      | 12,9 %  | (7,9 %)     |
| Construction                                                                                              | 21      | 18,1 %  | (15,5 %)    |
| Commerce de gros et de détail, transports, hébergement et restauration                                    | 43      | 37,1 %  | (30 %)      |
| Information et communication                                                                              | 3       | 2,6 %   | (2,2 %)     |
| Activités immobilières                                                                                    | 5       | 4,3 %   | (4,1 %)     |
| Activités spécialisées, scientifiques et techniques et activités de services administratifs et de soutien | 9       | 7,8 %   | (14,9 %)    |
| Administration publique, enseignement, santé humaine et action sociale                                    | 6       | 5,2 %   | (13,5 %)    |
| Autres activités de services                                                                              | 14      | 12,1 %  | (8,8 %)     |

Le secteur du commerce de gros et de détail, des transports, de l'hébergement et de la restauration est prépondérant sur la commune puisqu'il représente 37,1 % du nombre total d'établissements de la commune (43 sur les 116 entreprises implantées  à Sernhac), contre 30 % au niveau départemental.

#### Entreprises et commerces
Les deux entreprises ayant leur siège social sur le territoire communal qui génèrent le plus de chiffre d'affaires en 2020 sont : 
- La Soubeyranne, terrains de camping et parcs pour caravanes ou véhicules de loisirs (1 843 k€)
- Alliance, hôtels et hébergement similaire (323 k€)

#### Zone artisanale
Accueillant très peu de commerces, Sernhac abrite proche du Gardon, une petite zone artisanale en territoire inondable hébergeant quelques entreprises.

### Agriculture
La commune est dans la vallée du Rhône, une petite région agricole occupant la frange est du département du Gard. En 2020, l'orientation technico-économique de l'agriculture  sur la commune est la culture de fruits ou d'autres cultures permanentes. 
|               | 1988 | 2000 | 2010 | 2020 |
| ------------- | ---- | ---- | ---- | ---- |
| Exploitations | 73   | 29   | 16   | 11   |
| SAU (ha)      | 538  | 331  | 322  | 297  |

Le nombre d'exploitations agricoles en activité et ayant leur siège dans la commune est passé de 73 lors du recensement agricole de 1988  à 29 en 2000 puis à 16 en 2010 et enfin à 11 en 2020, soit une baisse de 85 % en 32 ans. Le même mouvement est observé à l'échelle du département qui a perdu pendant cette période 61 % de ses exploitations,. La surface agricole utilisée sur la commune a également diminué, passant de 538 ha en 1988 à 297 ha en 2020. Parallèlement la surface agricole utilisée moyenne par exploitation a augmenté, passant de 7 à 27 ha.

## Culture locale et patrimoine

### Lieux et monuments

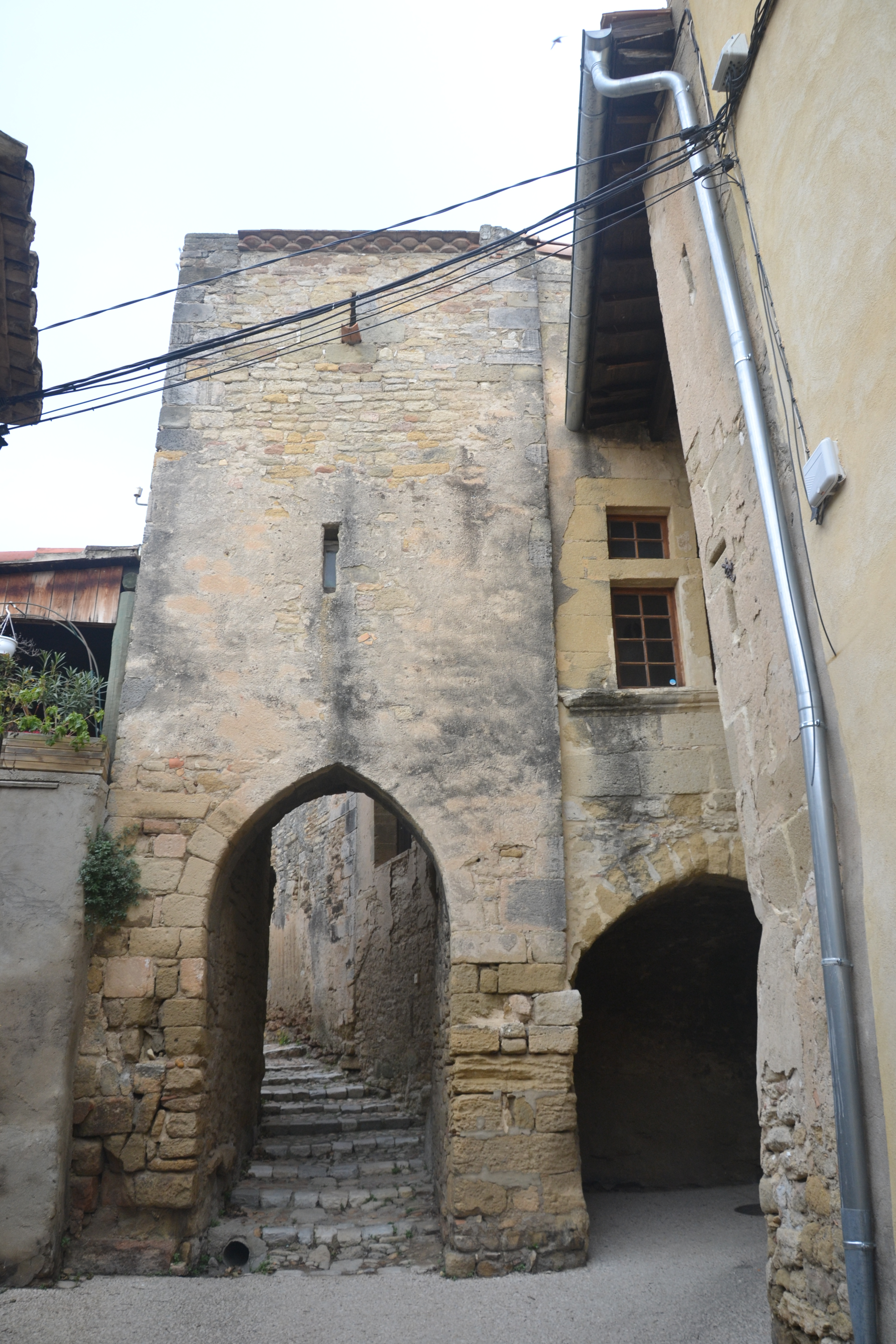
Porte Sarrazine de Sernhac

- La porte Sarrazine et le chemin des rondes
- Le lavoir entièrement rénové atteste la vie sociale du village au XIXe siècle.
- Les tunnels de l'aqueduc romain de Nîmes
- Les carrières romaines du Vallon des Escaunes
- Plusieurs capitelles au Vallon des Escaunes
- Plusieurs moulins
- Ancienne cave coopérative de Sernhac
- Quartier-bas de l'Oppidum du Marduel devenu au Moyen Âge le hameau de Sainte-Colombe
- Monument aux Morts
- Église fortifiée de Saint-Sauveur de Sernhac.

### Personnalités liées à la commune
- Adéodat Compère-Morel
- Jean-Pierre Desclozeaux

### Héraldique
| Blason de Sernhac | Blason  | D'azur à la lettre S capitale d'or.              |
| Blason de Sernhac | Détails | Le statut officiel du blason reste à déterminer. |